# Банда (Византија)
Банда (енгл. Bandon) је била основна војна и територијална јединица у време тематског система у Византији (612-1081).

## Етимологија
Реч банда настала је у Византији од готске речи bandi, што значи застава или стег. Банда је била јединица од 200-256 људи у раној византијској војсци, али о њима нису сачувани веродостојни подаци.